# Кохер
Кохер је река у Немачкој. Дуга је 201 km. Извире код Оберкохена на Швапској Јури. Протиче кроз Баден-Виртемберг. Улива се у Некар код Бад Фридрихсхала.